# یواس‌اس باگادوس (ای‌تیای-۱۹۴)
یواس‌اس باگادوس (ای‌تیای-۱۹۴) (به انگلیسی: USS Bagaduce (ATA-194)) یک کشتی بود که طول آن ۱۴۳ فوت (۴۴ متر) بود. این کشتی در سال ۱۹۴۴ ساخته شد.